# Vladimír Dlouhý
Vladimír Dlouhý (Praga, 10 de junio de 1958-Praga, 20 de junio de 2010) fue un actor checo. Participó en más de 120 películas, series y telefilms. 
Su hermano pequeño Michal Dlouhý también es actor.
Falleció el 20 de junio de 2010 después de una larga batalla contra el cáncer.

## Filmografía seleccionada
- Kajínek (2010)
- Guard No. 47 (2008)
- Pocetí mého mladsího bratra (2000)
- Buttoners (1997)
- S certy nejsou zerty (1985)
- Arabela (1980)  (Serie de TV)